# Dutý kámen

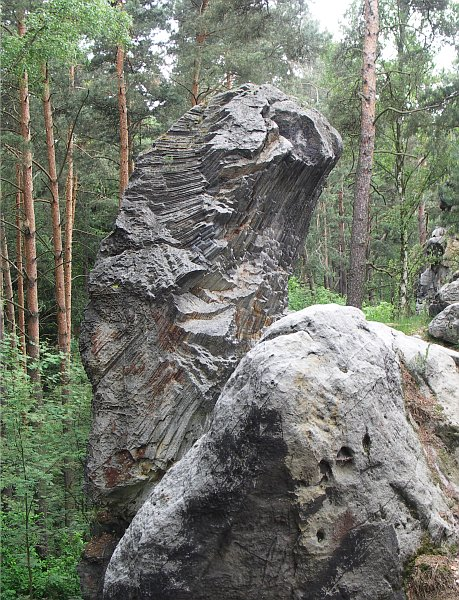
Varhany (Orgelpfeifenstein)

Der Dutý kámen (deutsch Hohlstein) ist ein kleinerer, 350 bis 379 Meter hoher, bewaldeter Bergkamm im Lausitzer Gebirge im Liberecký kraj (Region Liberec) in Tschechien. Wegen seiner interessanten Geologie steht das Gebiet unter Naturschutz. Seinen Namen verdankt der Bergkamm einer Höhle am Fuße der Aussichtsfelsen. Diese Höhle, im Volksmund auch Glocke (Zvon), Eulenstein (Soví hlava) oder Ritter (Rytíř) genannt, meist aber Hohlstein, gab dem ganzen Bergkamm seinen Namen.

## Lage und Umgebung
Der Dutý kámen befindet sich 200 Meter südlich an der Fernverkehrsstraße E442 bei Drnovec (Kleingrün) zwischen Kunratice (Kunnersdorf) und Cvikov (Zwickau i. B.). Ein grün markierter Wanderweg führt von der Straße auf den Bergrücken hinauf. In der Nähe befindet sich der „Zwickauer Teich“ (Cvikovský rybník).

## Geschichte
Seit dem 19. Jahrhundert wurde der Dutý kámen als Steinbruch genutzt. Vor allem die gewonnenen Sandsteinsäulen fanden in Schmuckgärten und Parks Anwendung. Zahlreiche Dreifaltigkeits- und Pestsäulen der Umgebung sind damit verziert. Ab Osthang des Kammes gab es größere Steinbrüche, welche noch deutlich erkennbar sind.
Die südlichen Abschnitte der Sandsteinfelsen wurden in den Jahren 1913 und 1914 von Mitgliedern des Gebirgsvereines Kunnersdorf touristisch erschlossen.
Folgt man dem Pfad von der Straße, gelangt man zunächst zur „Karolinenruh“ (Karolínin odpočinek), einer in den Fels gehauenen Steinbank. In der Rückenlehne ist der durch neuzeitliche Einritzungen beschädigte Schriftzug „Karolinenruh“ noch erkennbar. Etwas weiter liegt der „Fächer“ (Vějíř), eine säulenförmige Sandsteinformation, die durch aufsteigende vulkanische Gase geschaffen wurde.
Oberhalb befindet sich ein in die senkrechten Steinbruchwände gehauenes Relief des Dichters Theodor Körner. Es wurde zum hundertsten Todestag Körners 1913 von Oberlehrer Karl Beckert und Gendarmerie-Wachtmeister Karl Bundesmann, zwei Künstlern und Mitgliedern des Gebirgsvereines für das nördlichste Böhmen in Kunnersdorf geschaffen. Eine im April 2005 in die Felswand eingesetzte Denktafel setzt die Tradition fort.
Dahinter besteht über 38 in den Fels gehauene Stufen ein Aufstieg zum Gipfel des „Breiten Steins“ (Široký kámen). Oben befindet sich ein erodierter steinerner Tisch, der früher eine astronomisch-geographische Orientierungstafel und eine Sonnenuhr enthielt.

## Geologie
Am Dutý kámen kamen die kreidezeitlichen Sandsteine Nordböhmens mit einem darunterliegenden vulkanischen Magma in Kontakt. Vor allem die unteren Sandsteinschichten wurden durch Druck und Hitze einer Umwandlung unterworfen. Bemerkenswert ist die Entstehung kleiner fünf- bis sechseckiger Sandsteinsäulchen, welche durch die nachfolgende Abkühlung des Sandsteins entstanden. Ähnliche Bildungen sind auch vom Naturdenkmal Jonsdorfer Orgel in den Mühlsteinbrüchen im Zittauer Gebirge und vom Hochhübel in der Sächsischen Schweiz bekannt.

## Bergsport
Vor allem an den größeren Felsen wurde wahrscheinlich schon vor dem Zweiten Weltkrieg Klettersport betrieben. Neben einigen kleineren Klettergipfeln existieren mit der Bürgsteiner Nadel (Sloupská Jehla) und dem Lochstein (Děravec) auch zwei bedeutendere Kletterziele. Die Bürgsteiner Nadel gilt als schwerster Klettergipfel des Lausitzer Gebirges und wurde erst 1974 erstbestiegen (Alter Weg VIIIa). Für den Lochstein gilt derzeit ein Kletterverbot. Bemerkenswert ist die wegen ihrer Färbung sogenannte Gelbe Wand (Žlutá stěna), welche Eisenoxiden zu verdanken ist.

## Galerie

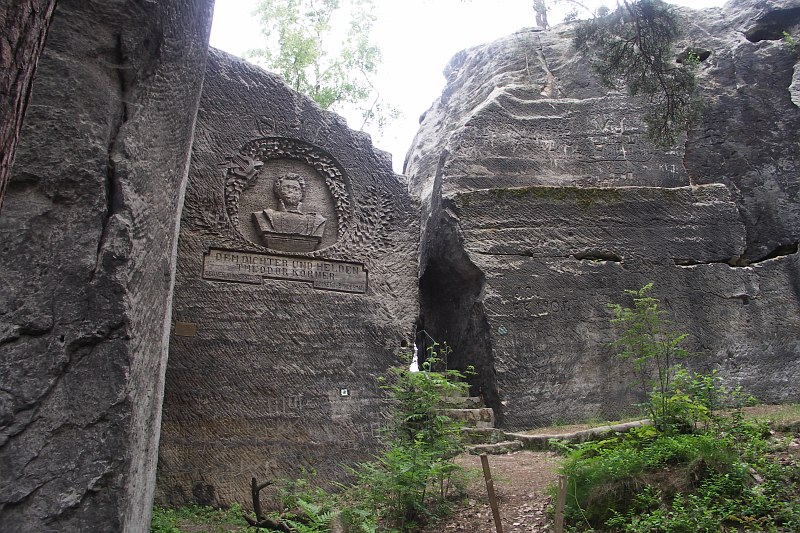
Körner-Relief
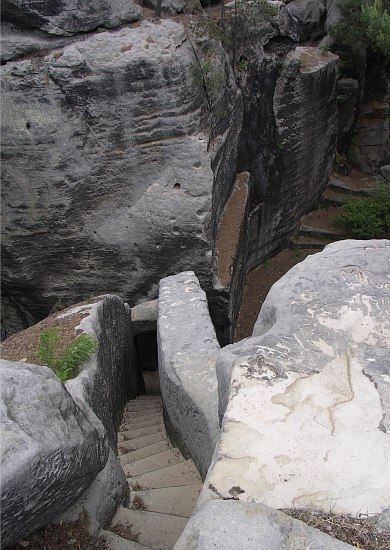
Treppe zum Breiten Stein
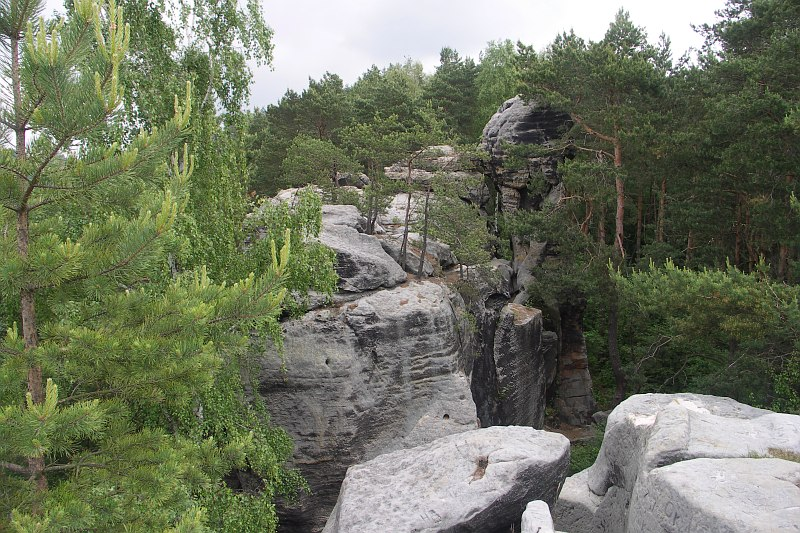
Dutý kámen